# Ernie Pieterse
Ernie Pieterse (4 de juliol del 1938 a Parow, Bellville, Sud-àfrica) és un pilot de curses automobilístiques retirat que va arribar a disputar curses de Fórmula 1. Ernie Pieterse va debutar a la novena i última cursa de la temporada 1962 (la tretzena temporada de la història) del campionat del món de la Fórmula 1, disputant el 29 de desembre del 1962 el GP de Sud-àfrica al circuit de East London. Va participar en un total de tres proves puntuables pel campionat de la F1, disputades en tres temporades diferents (1962-1963 i 1965) aconseguint una desena posició com a millor classificació en una cursa i no assolí cap punt pel campionat del món de pilots.

## Resultats a la Fórmula 1
| Any  | Equip               | Xassís | Motor  | 1       | 2   | 3   | 4   | 5   | 6   | 7   | 8   | 9      | 10      | Posició | Punts |
| ---- | ------------------- | ------ | ------ | ------- | --- | --- | --- | --- | --- | --- | --- | ------ | ------- | ------- | ----- |
| 1962 | Ernest Pieterse     | Lotus  | Climax | HOL     | MON | BEL | FRA | GBR | ALE | ITA | USA | SUD 10 |         | -       | 0     |
| 1963 | Lawson Organisation | Lotus  | Climax | MON     | BEL | HOL | FRA | GBR | ALE | ITA | USA | MEX    | SUD Ret | -       | 0     |
| 1965 | Lawson Organisation | Lotus  | Climax | SUD NVQ | MON | BEL | FRA | GBR | HOL | ALE | ITA | USA    | MEX     | -       | 0     |

### Resum
| Curses: | Victòries: | Pòdiums: | Poles: | Voltes ràpides: | Punts: |
| ------- | ---------- | -------- | ------ | --------------- | ------ |
| 3       | 0          | 0        | 0      | 0               | 0      |